# سگ‌های آبی مشغول
سگ‌های آبی مشغول (به زبان انگلیسی The Busy Beavers) یک فیلم کوتاه انیمیشن از مجموعه سمفونی احمقانه محصول سال ۱۹۳۱ به کارگردانی برت جیلت است.